# 후쿠다 전자 아레나
후쿠다 전자 아레나(フクダ電子アリーナ 후쿠다 덴시 아리나[*])는 일본 지바현 지바시 소가 스포츠공원에 위치한 축구전용 경기장으로 JEF 유나이티드 이치하라 지바의 홈구장으로 사용되고 있다. 후쿠아리(フクアリ)라는 약칭으로 불리고 있다. J리그의 JEF 유나이티드는 이치하라 임해경기장을 사용하다가 2005년 이 경기장 완공 후부터 이곳을 홈으로 사용하고 있다. 수용인원은 좌석 18,500석과 입석 1,281석으로 총 19,781명이다.
원래 이름은 지바시 소가경기장(千葉市蘇我球技場)이었으나 의료전자기기업체인 후쿠다 전자에서 명칭권을 구매하여 지금의 이름이 되었다. 과거에 이곳은 가와사키 제철(지금의 JFE 스틸) 공장 부지였다.
2009년 5월 30일 벨기에와 칠레의 경기장 개장 첫 국제 경기가 열린 바 있다. 결과는 1:1이었다.

## 기록

### 2017년 EAFF E-1 풋볼 챔피언십 여자부 결승대회
| 날짜             | 팀 1                   | 스코어 | 팀 2                   | 라운드 |
| ---------------- | ---------------------- | ------ | ---------------------- | ------ |
| 2017년 12월 8일  | 중화인민공화국         | 0 - 2  | 조선민주주의인민공화국 | 1차전  |
| 2017년 12월 8일  | 일본                   | 3 - 2  | 대한민국               | 1차전  |
| 2017년 12월 11일 | 조선민주주의인민공화국 | 1 - 0  | 대한민국               | 2차전  |
| 2017년 12월 11일 | 일본                   | 1 - 0  | 대한민국               | 2차전  |
| 2017년 12월 15일 | 대한민국               | 1 - 3  | 중화인민공화국         | 3차전  |
| 2017년 12월 15일 | 일본                   | 0 - 2  | 조선민주주의인민공화국 | 3차전  |